# Каталог Hipparcos
Каталог HIPPÁRCOS (HIP) — астрометрический звёздный каталог, созданный по результатам деятельности космического аппарата Hipparcos. Издан в 1997 году в бумажном и электронном виде. Каталог содержит координаты, собственные движения, параллакс и звёздные величины 118 218 звёзд на эпоху 1991,25. Он довольно равномерно покрывает все небо и охватывает почти все звёзды до 9m и некоторое количество более слабых звёзд.
Координаты звёзд измерены с невиданной ранее точностью около 0,001 угловой секунды, что более чем в десять раз точнее, чем в предыдущих каталогах, составленных путём наземных наблюдений, как, например, фундаментальный каталог FK5.
Точность измерения параллаксов также составляет около одной угловой миллисекунды, что примерно в десять раз лучше аналогичных наземных измерений. Фактически измерение параллаксов означает, что было непосредственно измерено расстояние до этих звёзд.
Звездные величины измерены в двух полосах, что примерно соответствует V и B фотометрической системы UBV. Точность несколько уступает наземным измерениям, но впервые осуществлена фотометрия звёзд всего небосвода при помощи одного инструмента, что позволяет устранить погрешности вследствие неоднородности инструментальных средств.
В общем, каталог не имеет аналогов по точности и полноте охвата небосвода. Он гораздо полнее удовлетворяет потребности астрометрии в соответствующем диапазоне звездных величин (до 9m) и в полях зрения размером около квадратного градуса (в среднем, в  таком поле содержится 3-4 звезды каталога), чем наземные каталоги.
Благодаря этим характеристикам в 1997 году каталог был признан реализацией Международной небесной системы координат в оптическом диапазоне. Соответствующая координатная система получила название HCRF (англ. Hipparcos Celestial Reference Frame). Позже из нее были исключены двойные звезды, некоторые переменные звезды и другие, вызывающие сомнение в их точности. Общее количество звёзд, которые остались, составляет около 100 тыс.